# Lophomma vaccinii
Lophomma vaccinii là một loài nhện trong họ Linyphiidae.
Loài này thuộc chi Lophomma. Lophomma vaccinii được James Henry Emerton miêu tả năm 1926.